# Steampunk (libro)
Steampunk (The Steampunk Trilogy, 1995) è una raccolta di fantascienza di Paul Di Filippo, che riunisce i tre romanzi brevi Vittoria (Victoria, pubblicato per la prima volta su Amazing Stories del giugno 1991), Il feticcio rubato (Hottentots, in precedenza inedito) e Walt ed Emily (Walt and Emily, uscito in due parti sui numeri di novembre e dicembre 1993 di Interzone).
Come si evince dal titolo della raccolta, i tre romanzi appartengono al filone steampunk e sono ambientati nel XIX secolo. 
In tutti quanti una parte dell'intento dello scrittore è la messa in ridicolo delle convinzioni e dei pregiudizi dell'epoca vittoriana, e per trasposizione una satira dei pregiudizi dell'epoca contemporanea al lettore. Tuttavia l'ironia e l'arguzia con cui vengono trovate le situazioni e narrati i colpi di scena fanno passare in primo piano il divertimento rispetto all'intento critico.

## Trama

### Vittoria
Il primo racconto parte dalla creazione di Vittoria, un tritone artificialmente fatto crescere fino a diventare simile ad una donna dallo sconosciuto ma talentuoso inventore Cosmo Cowperthwait. Per una coincidenza sorprendente la creatura finisce con l'assomigliare alla giovane regina d'Inghilterra, così che quando la vera regina scompare misteriosamente sarà impersonata dalla sua sosia inumana su richiesta del primo ministro William Lamb. 
Sfortunatamente, come effetto collaterale della sua mutazione il tritone ha sviluppato un incontrollabile appetito sessuale, cosicché Cowperthwait con l'aiuto del suo assistente Nails McGroaty dovrà rintracciare la regina nei bassifondi di Londra prima del totale esaurimento del primo ministro, che è finito nelle grinfie della giovane ninfomane.

### Il feticcio rubato
Il romanzo breve si svolge nel Massachusetts e ne è protagonista il celebre naturalista Louis Agassiz, antievoluzionista e convinto razzista, dipinto con toni comico satirici come un pusillanime. Egli incontra la figlia di Saartjie Baartman, una nativa Khoi storicamente nota con l'appellativo di Venere Ottentotta, e che nella Gran Bretagna del XIX secolo era stata una bizzarra attrazione di spettacoli popolari, nei quali veniva esibita per le sue peculiari caratteristiche fisiche. Nel romanzo si ipotizza che dalle sue parti intime sia stato creato un feticcio, che la figlia ed il marito di quest'ultima debbano difendere dalle brame dei Cavalieri Teutonici e dei seguaci del culto di Dagon (la divinità cara a Howard Phillips Lovecraft).

### Walt ed Emily
Walt ed Emily del titolo sono gli scrittori Walt Whitman ed Emily Dickinson, che nella finzione grazie ad una misteriosa pozione effettuano un viaggio attraverso una dimensione senza tempo, la Terra dei Morti. Incontreranno personaggi di altre epoche, come Allen Ginsberg, e finiranno con l'innamorarsi l'una dell'altro e decidere infine di consumare il loro amore. Si noti che nella realtà storica Emily Dickinson visse senza mai sposarsi e in semireclusione volontaria, e che di Walt Whitman (come anche per Allen Ginsberg) è validamente sostenuta l'omosessualità, mentre restano solo ipotesi sulle sue eventuali relazioni eterosessuali.

## Edizioni
- Paul Di Filippo, The Steampunk Trilogy, Four Walls Eight Windows, 1995, ISBN 1-56858-102-5.
- Paul Di Filippo, Steampunk, traduzione di Maria Cristina Pietri, collana Cosmo Argento n° 268, Editrice Nord, 1996,  p. 313, ISBN 88-429-0893-2.
- Paul Di Filippo, La trilogia Steampunk, collana Odissea Fantascienza n° 51, Delos Books, 2012.
- Paul Di Filippo, La trilogia Steampunk, traduzione di Salvatore Proietti, collana Urania Collezione n° 187, Arnoldo Mondadori editore, 2018,  p. 259.